# The National Archives (Storbritannien)
The National Archives (TNA, kymriska: Yr Archifau Cenedlaethol) är en brittisk myndighet med ansvar för den statliga arkivverksamheten för Storbritannien och riksdelarna England och Wales.
Myndigheten är rådgivande instans för regeringen och andra myndigheter kring arkivpolicy. TNA är även tillsynsmyndighet för efterlevnad av arkivlagstiftning. När det gäller hanteringen av offentliga handlingar svarar TNA för urval av vad som ska arkiveras, bevarande och tillgängliggörande för allmänheten. TNA ansvarar även för alla frågor om upphovsrätt för statliga verk, (Crown copyright) och ger själv ut Storbritanniens tre officiella tidningar The London Gazette, The Edinburgh Gazette och The Belfast Gazette samt den officiella författningsdatabasen, legislation.gov.uk.
Myndigheten beskriver sitt uppdrag som att "samla och säkra framtiden för offentliga handlingar, från Shakespeares testamente till tweets från Downing Street, bevara dem för framtida generationer och göra dem så tillgängliga och åtkomliga som möjligt".
The National Archives högkvarter finns sedan 1977 i stadsdelen Kew i London, med filialkontor för Office of Public Sector Information i Norwich och hyr ytterligare arkivutrymmen. I London har myndigheten också en besöksverksamhet för så väl forskare som privatpersoner, där man även presenterar utställningar av samlingarna. En viktig del av tillgängliggörandet av handlingarna är även de olika webbplatser som myndigheten driver. 

## Samlingar
The National Archives samlingar sträcker sig över 1000 år, från Doomsday Book med handlingar på pergament och vellum, till digitala filer och den brittiska regeringens webbarkiv. Samlingarna innehåller bland annat:
- juridiska handlingar från nationella domstolar från 1200-talet framåt
- medeltida, tidigmoderna och moderna regeringshandlingar
- kartor, ritningar och arkitektritningar från en bredd av områden och tider
- familjerättsliga handlingar
- brottsregister
- militära tjänstgöringsuppgifter och verksamhetsbeskrivningar från War Office, Admiralty med flera
- handlingar från utrikes- och samväldesdepartementet och kolonialdepartementet
- regeringens handlingar samt handlingar från inrikesministeriet
- statistik och folkräkningsuppgifter
- järnvägshistoriska handlingar från privata och offentliga aktörer
- kataloger över andra privata och offentliga arkiv som berör Storbritannien, The National Register of Archives (NRA)

## Bilder

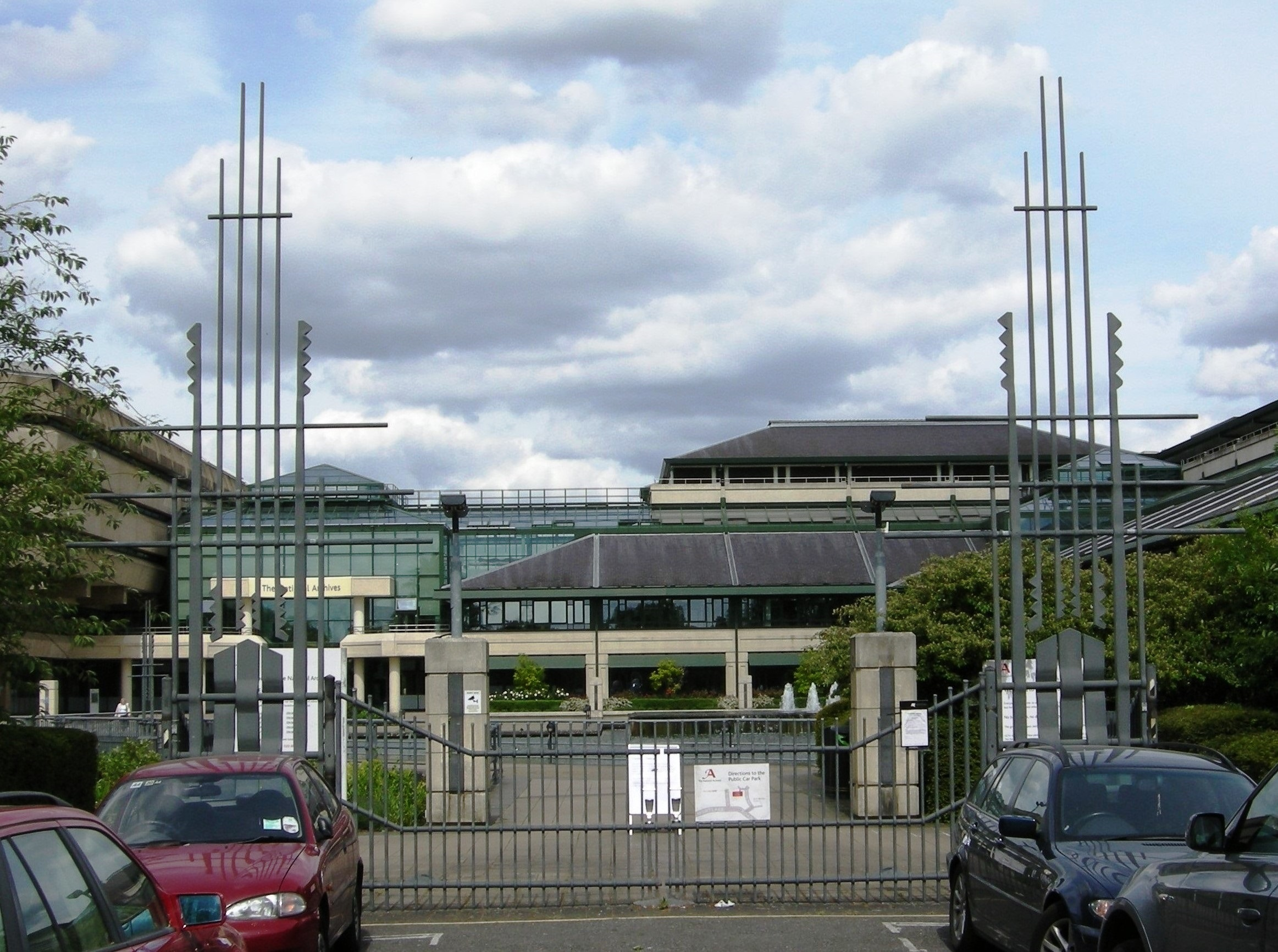
Entrégrindarna till The National Archives. De vertikala elementen är inspirerade av medeltida karvstockar.
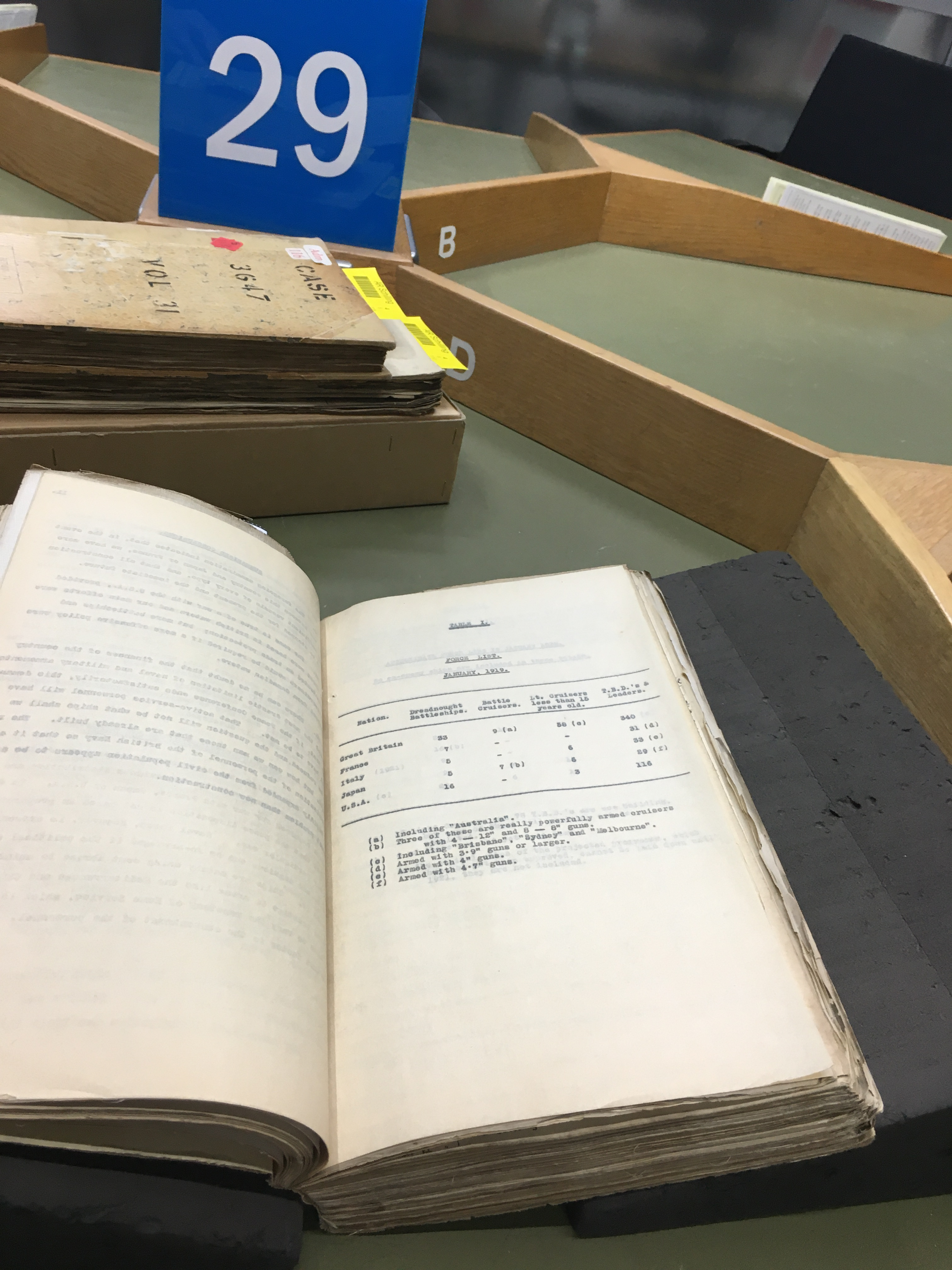
I läsesalen kan handlingar placeras på särskilda stöd för att förhindra bokbindningen att skadas.
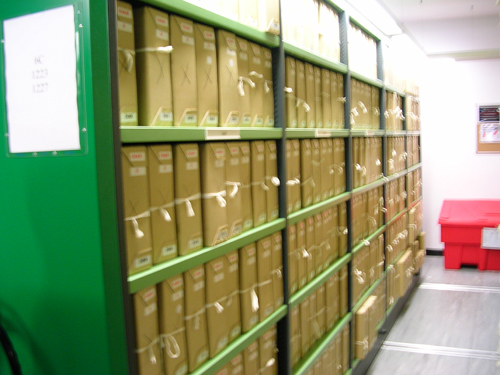
Rörliga arkivhyllor i en av de mer moderna förvaringsutrymmena.
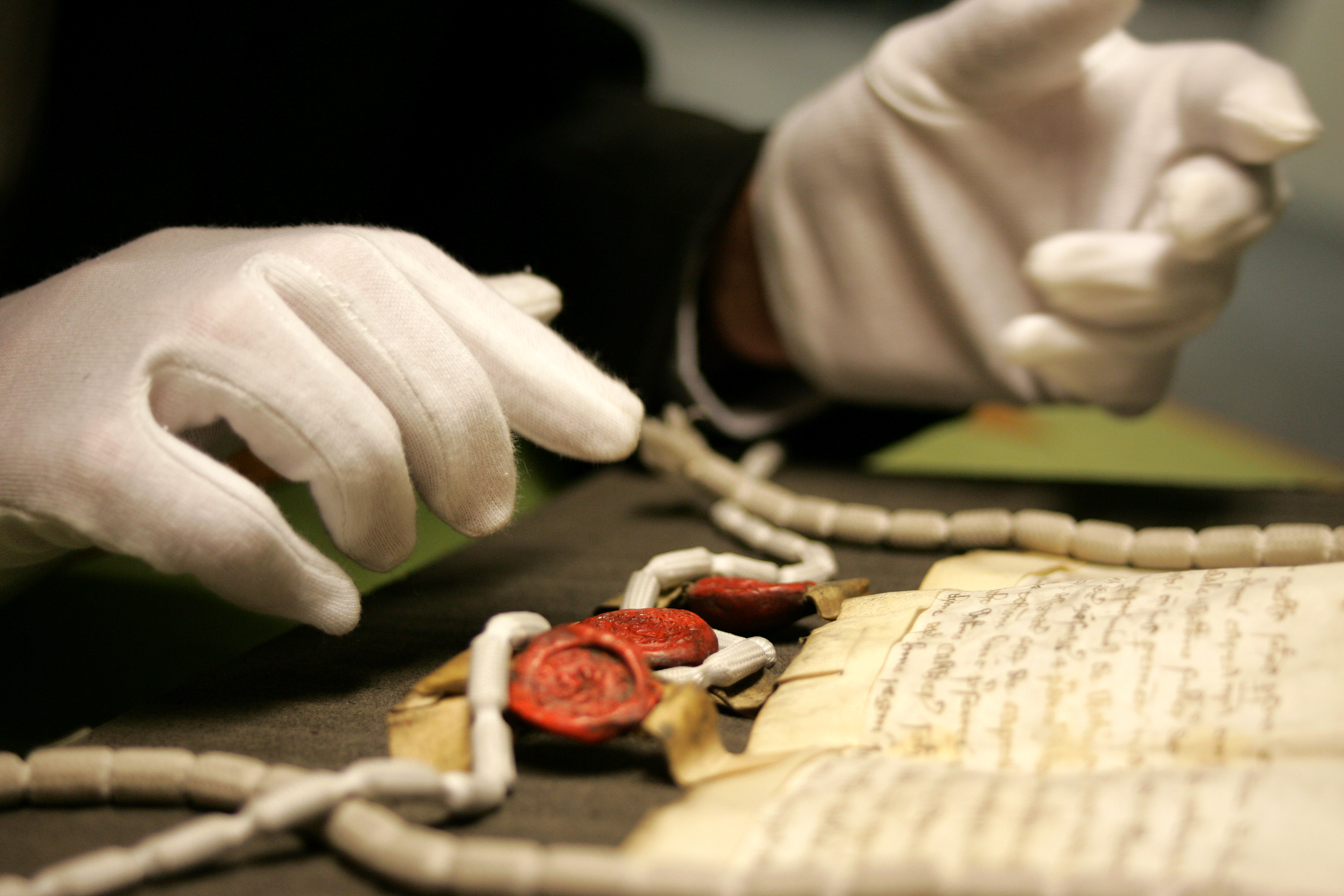
Manuskript och sigill förvarade i arkiven.
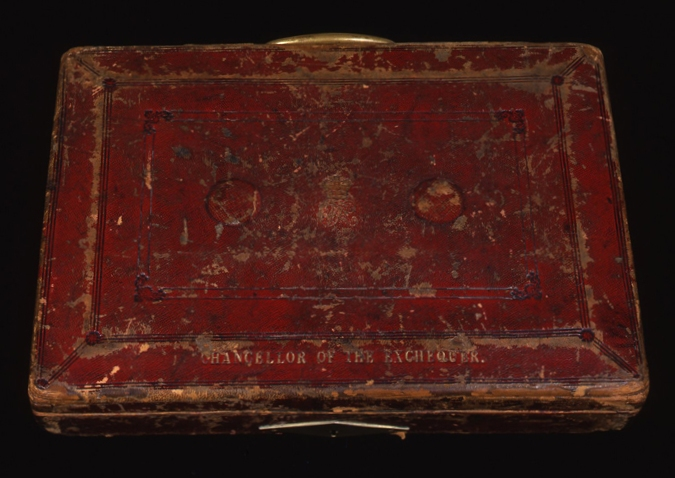
Premiärminister William Gladstones "röda låda, det sätt som brittiska regeringsmedlemmar traditionellt får sina handlingar.